# バブリオス

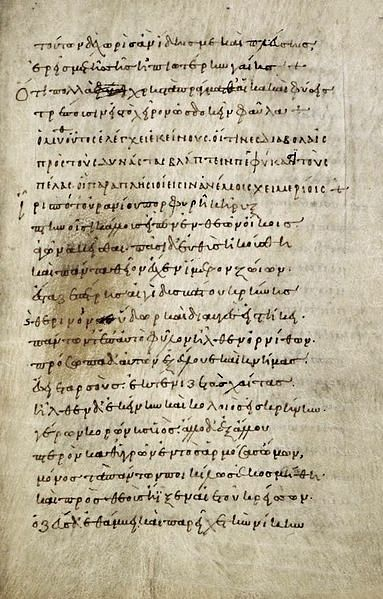
大英図書館蔵の写本

バブリオス（Βάβριος）はローマ時代の詩人。ギリシア語韻文で書かれた『イソップ風寓話集』を著したことで知られる。ラテン語韻文の寓話集を著したパエドルスによるともに、イソップ寓話の韻文化を行った。
名前はラテン語形でバブリウス（Babrius）とも。

## 生涯
バブリオスの生涯については不明なことが多い。名前がバブリオスかどうかも実ははっきりせず、10世紀ごろのスーダ辞典は彼の名をバブリアース(Βαβρίας)またはバブリオスとしている。
ハレー写本3521の表題からラテン語のフルネームはウァレリウス・バブリウス(Valerius Babrius)だったと推測されている。バブリウスが古代のイタリア北部から中央部にかけての氏族名であることからローマ系の人物だったと考えられている。彼の詩にラテン語の特徴があらわれることもこの説を支持する。
一方で彼が東方のシリアまたは小アジアあたりに住んでいたことも推測される。ペリーによるとバブリオスの寓話集の中に『アヒカル物語』からの引用と見られるものが9-10話ほどあるのもバブリオスとオリエントの親和性を示す。
生没年は不詳である。寓話集の成立時期はかつて3世紀はじめとされていたが、ベン・エドウィン・ペリーはもっと古く1世紀後半と推測した。これに従うことも多いが、2世紀まで下げる考えもある。

## イソップ風寓話集
『バブリオスによるイアンボス詩形のイソップ風寓話集』(Βαβρίου Μυθιάμβοι Αἰσώπειοι)は2巻で本来約200篇からなっていたと言われ、韻律にはイアンボス（短長格）を6回重ねて詩行とするイアンビコス・トリメトロス、より正確にはコリアンボス（跛行イアンボス）を使用している。その韻律にはラテン語の影響が見られる。
バブリオスの寓話集はパエドルスのラテン語寓話集より後の時代のものだが、バブリオスがパエドルスを参照しているようには見えない。
パエドルスと同様、バブリオスも韻文化することでイソップ寓話を文学に高めたと考えていた。しかしパエドルスとは異なってバブリオスは子供を対象としており、編纂目的には教育があった。

### テクスト

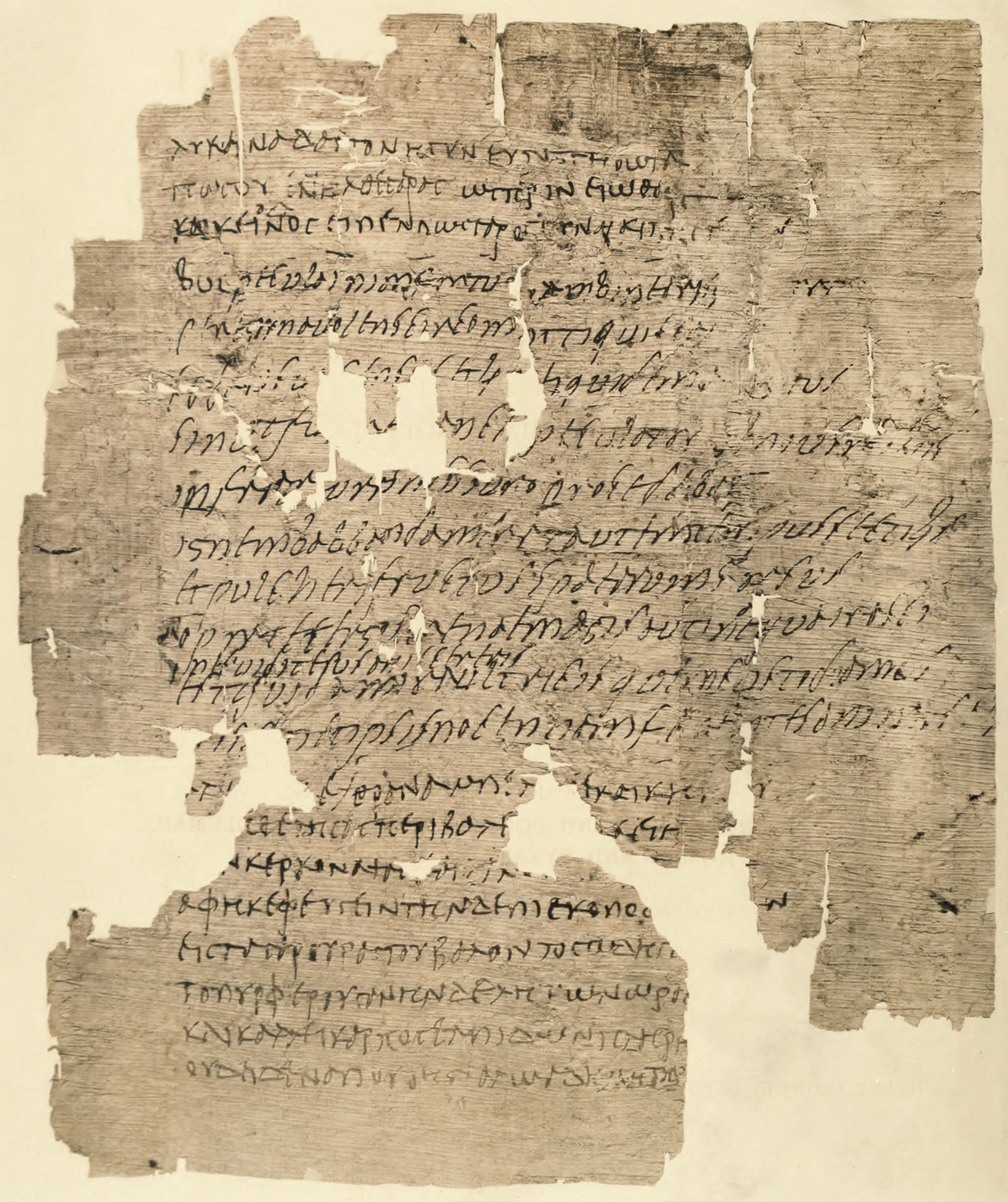
アマースト・パピルスII 26（3-4世紀）

バブリオスによる寓話集の主要なテクストはアトス写本で、1842年にアトス山の大ラヴラ修道院で発見されて1844年にパリではじめて出版され、現在は大英図書館が所蔵している。この写本は10-11世紀のもので2巻からなり、各巻に序文がある。123話を収録し、寓話の最初の語のアルファベット順に並べられている。第1巻はαからλまで107話を含む。第2巻は続けてμからはじまるが、ο（オミクロン）ではじまる第123話の第1行で突然終わっている。おそらく本来は第2巻も第1巻と同じμからωまで100篇くらいの寓話を含んでいたものと推測されている。アルファベット順の配列はバブリオス本来のものとは考えられず、教科書として使用するための便宜からビザンチン時代の学校教師が並べかえたものかという。
ほかにローマ近郊のグロッタフェッラータ修道院図書館で発見された10-11世紀の写本（モルガン・ライブラリー所蔵）にはバブリオスの寓話31話を、バチカン図書館から発見された14-15世紀の写本には30話を含んでいる。散文パラフレーズはボドリアン図書館蔵の写本が主なもので、148話を含む。
パルミラで発見されたアッセンデルフト臘板（ライデン大学所蔵）は3世紀以前のものされ、バブリオスの寓話13話（うち9話が韻文）を記す。ほかにオクシュリュンコス・パピルスやアマースト・パピルスなどのパピルス断片がある。

## 影響
バブリオスの寓話集は公刊されるや高い人気を呼んだらしく、第2巻の序文では第1巻が出たあとに多くの模倣者が出現したことを記している。教科書として継続的に筆写され、10世紀のスーダ辞典にはバブリオスの寓話が100行ほど引用されている。しかし11世紀以降にはコリアンボス詩の人気が衰え、散文パラフレーズなどに書き直されて原型を留めないものになっていった。後世のパラフレーズにおいてはバブリオスの名前は消え、単にイソップ寓話集して扱われた。
400年ごろにラテン語の寓話集を編んだアウィアヌスはバブリオスとパエドルスを紹介し、そこから42話を選んだとしているが、実際には主にバブリオスによっている。

## 日本語訳
1998年に国文社から「叢書アレクサンドリア図書館」の第10巻としてパエドルス/バブリオス『イソップ風寓話集』が出版された（バブリオスは西村賀子訳）。ローブ・クラシカルライブラリーに収めるベン・エドウィン・ペリーによる『Babrius and Phaedrus』（1965年）を底本とし、アトス写本に他の写本や引用にもとづく韻文の寓話を加えた143話、および散文パラフレーズ57話を翻訳している。